# George Etherege
Sir George Etherege (Maidenhead, 1636 circa – Parigi, 10 maggio 1692) è stato un drammaturgo, poeta e diplomatico inglese.

## Biografia
Nato nel Berkshire, da George Etherege and Mary Powney, fu il primogenito dei sei loro figli. Educato alla Lord Williams's School (Thame, nell'Oxfordshire), dove poi gli fu dedicato un edificio nominandolo a suo ricordo, si dice che frequentò anche l'Università di Cambridge, anche se il drammaturgo John Dennis (1658–1734) asserì con certezza che non conoscesse il latino e il greco. Lavorà come apprendista in uno studio di avvocato, per poi studiare giurisprudenza al Clement's Inn di Londra. Probabilmente fece dei viaggi in Francia con suo padre, ospitati da Enrichetta Maria di Borbone-Francia. È probabile che a Parigi assistette a qualche commedia di Molière, e da un'allusione in una delle proprie opere, si ritiene che abbia frequentato Roger de Bussy-Rabutin.
Subito dopo la restaurazione inglese, scrisse la commedia The Comical Revenge or Love in a Tub (1660), che lo fece entrare nel circolo di Lord Buckhurst (1638–1706), più tardi duca di Dorset. La commedia venne rappresentata nel teatro del duca nel 1664, e nello stesso anno ne venne stampata qualche copia. È in parte costruito in versi eroici rimati, come le tragedie contemporanee di Thomas Killigrew, ma contiene scene comiche fresche e brillanti. Le schermaglie tra Sir Frederick e la Vedova introdussero uno stile umoristico fino ad allora non ancora visto sui palcoscenici inglesi.
Il successo fu grande, ma Etherege aspettò quattro anni prima di ripetere l'esperimento. Nel frattempo conquistò grande reputazione come poeta e si spostò nel circolo di Sir Charles Sedley (1639-1701), baronetto di Rochester. Il suo carattere gli fece dare dai contemporanei nomea di "gentle George" e "easy Etheredge" (gentile e facile). Nel 1668 fece rappresentare She would if she could, una commedia piena d'azione e spirito, benché da alcuni vista come frivola e immorale. Fu tuttavia questa la prima opera in cui mostrò il proprio vero talento. L'ambiente della commedia è arioso e fantastico e il corteggiamento sembra l'unico vero scopo della vita. La vita del suo autore, d'altra parte, non ne era a quel tempo molto distante.
Tra il 1668 e il 1671 Etherege andò a Costantinopoli come segretario dell'ambasciatore inglese, Sir Daniel Harvey (1631–1672). Dopo una pausa di otto anni, produsse una nuova commedia, che sarà l'ultima della sua carriera. The Man of Mode or, Sir Fopling Flutter (1676) è unanimemente considerata la migliore "comedy of manners" scritta in inglese prima di Congreve e Sheridan ed ebbe ben presto un notevole successo. Una parte della sua fama derivò dal fatto che vi si potevano riconoscere, in chiave satirica, alcuni londinesi in vista dell'epoca. Il protagonista, Sir Fopling Flutter, era un ritratto di un certo Beau Hewit, bellimbusto e imitatore delle mode francesi, allora noto; Dorimant faceva riferimento al duca di Rochester; e Medley era un ritratto dello stesso Etherege (o, altrettanto possibile, di Sir Charles Sedley); anche il calzolaio ubriaco esisteva davvero.

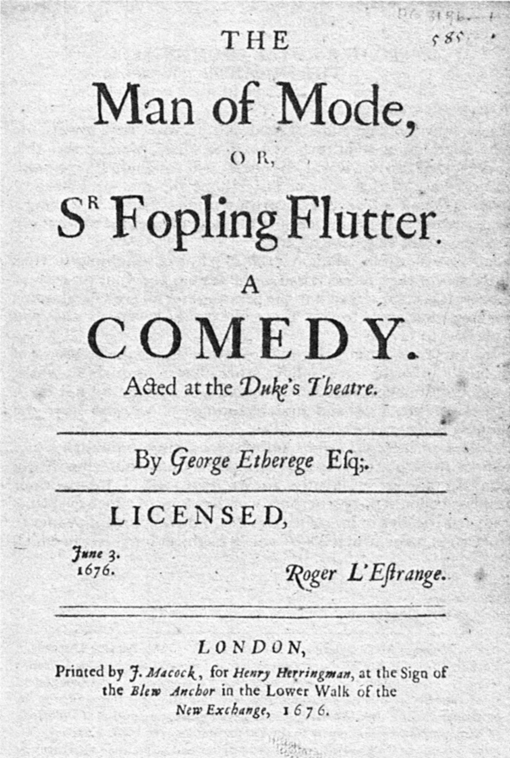
Frontespizio dell'edizione di The Man of Mode

Etherege entrò nel circolo di John Wilmot. Entrambi ebbero una figlia dall'attrice nubile Elizabeth Barry. Tutti e tre i personaggi sono stati portati sullo schermo nel film The Libertine (il suo ruolo è recitato da Tom Hollander).
Nonostante il successo, Etheredge si ritirò dalla vita letteraria, e in pochi anni perse gran parte dei propri beni con galanterie, scommesse e gioco d'azzardo. Prima del 1679 venne fatto Sir e si decise a sposare una ricca vedova, Mary Sheppard Arnold. Nel marzo del 1685 divenne ministro residente della corte imperiale tedesca a Ratisbona (dove raccolse un'interessante biblioteca di testi). Dopo la gloriosa rivoluzione, si trasferì a Parigi presso la corte in esilio di Giacomo II d'Inghilterra, dove morì nel 1692.
I suoi manoscritti sono stati conservati al British Museum, dove sono stati scoperti e pubblicati da Edmund Gosse nel 1881; successivamente pubblicati in edizioni a cura di Herbert Francis Brett-Smith (1927), Sybil Rosenfeld (1928), Frederic Bracher (1974) e Michael Cordner (1982).

## Opere
- The Comical Revenge or, Love in a Tub (1664)
- She Would if She Could (1668)
- The Man of Mode or, Sir Fopling Flutter (1676).
  - L'uomo alla moda ovvero sir fopling Flutter, trad. Mariantonietta Cerutti, Milano: Rizzoli, 1964
  - L'uomo alla moda, introduzione, traduzione e note di Viola Papetti, Milano: BUR, 1993
- The Poems, a cura di James Thorpe, Princeton: Princeton University Press, 1963
- Letters, University of California Press, 1973

biografia
- Arthur R Huseboe, Sir George Etherege, Boston: Twayne Publishers, 1987